# العلاقات الفلبينية الموريشيوسية
العلاقات الفلبينية الموريشيوسية هي العلاقات الثنائية التي تجمع بين الفلبين وموريشيوس.

## مقارنة بين البلدين
هذه مقارنة عامة ومرجعية للدولتين:
| وجه المقارنة                                              | الفلبين                       | موريشيوس                 |
| --------------------------------------------------------- | ----------------------------- | ------------------------ |
| المساحة (كم2)                                             | 343.45 ألف                    | 2.04 ألف                 |
| عدد السكان (نسمة)                                         | 104.92 مليون                  | 1.26 مليون               |
| الكثافة السكانية (ن./كم²)                                 | 305.49                        | 617.65                   |
| العاصمة                                                   | مانيلا                        | بورت لويس                |
| اللغة الرسمية                                             | اللغة الفلبينية، لغة إنجليزية | لغة إنجليزية، لغة فرنسية |
| العملة                                                    | بيسو فلبيني                   | روبي موريشي              |
| الناتج المحلي الإجمالي (بليون دولار)                      | 313.60 مليار                  | 13.34 مليار              |
| الناتج المحلي الإجمالي (تعادل القوة الشرائية) بليون دولار | 743.90 مليار                  | 25.36 مليار              |
| الناتج المحلي الإجمالي الاسمي للفرد دولار أمريكي          | 2.90 ألف                      | 9.25 ألف                 |
| الناتج المحلي الإجمالي للفرد دولار أمريكي                 | 7.39 ألف                      | 18.59 ألف                |
| مؤشر التنمية البشرية                                      | 0.668                         | 0.777                    |
| رمز المكالمات الدولي                                      | +63                           | +230                     |
| رمز الإنترنت                                              | .ph                           | .mu                      |
| المنطقة الزمنية                                           | توقيت الفلبين                 | ت ع م+04:00              |

## منظمات دولية مشتركة
يشترك البلدان في عضوية مجموعة من المنظمات الدولية، منها:
| علم المنظمة | اسم المنظمة                               | تاريخ انضمام الفلبين | تاريخ انضمام موريشيوس |
| ----------- | ----------------------------------------- | -------------------- | --------------------- |
|             | مؤسسة التنمية الدولية                     | 28 أكتوبر 1960       | 23 سبتمبر 1968        |
|             | يونسكو                                    | 21 نوفمبر 1946       | 25 أكتوبر 1968        |
|             | وكالة ضمان الاستثمار متعدد الأطراف        | 8 فبراير 1994        | 28 ديسمبر 1990        |
|             | الأمم المتحدة                             | 24 أكتوبر 1945       | 24 أبريل 1968         |
|             | الفريق المعني برصد الأرض                  | ?                    | ?                     |
|             | الاتحاد البريدي العالمي                   | ?                    | ?                     |
|             | البنك الدولي للإنشاء والتعمير             | 27 ديسمبر 1945       | 23 سبتمبر 1968        |
|             | المنظمة الهيدروغرافية الدولية             | ?                    | ?                     |
|             | الاتحاد الدولي للاتصالات                  | 25 مايو 1912         | 30 أغسطس 1969         |
|             | منظمة حظر الأسلحة الكيميائية              | ?                    | ?                     |
|             | مؤسسة التمويل الدولية                     | 12 أغسطس 1957        | 23 سبتمبر 1968        |
|             | المركز الدولي لتسوية المنازعات الاستشارية | 17 ديسمبر 1978       | 2 يوليو 1969          |
|             | منظمة التجارة العالمية                    | 1995                 | ?                     |
|             | منظمة الشرطة الجنائية الدولية             | ?                    | ?                     |

## وصلات خارجية
- موقع وزارة الخارجية الفلبينية